# Fort Churchill (centro de lançamento)
Fort Churchill é um Centro de lançamento de foguetes localizado em Churchill, Manitoba, Canadá. Este centro tem sido aberto e fechado desde a metade da década de 50, para lançamentos de vários foguetes de sondagem suborbitais. Está situado alguns quilômetros ao Sul do, agora extinto, campo militar Fort Churchill, é acessado por uma estrada de brita que suporta todas as condições climáticas. Ele foi definido como um Local histórico nacional do Canadá em 1988.

## Ligações Externas
- Fort Churchill